# سیارک ۲۱۵۱۲
سیارک ۲۱۵۱۲ (به انگلیسی: 21512 Susieclary، نامگذاری:1998KE40) بیست و یک هزار و پانصد و دوازدهمین سیارک کشف شده‌است که در ۲۲ مه ۱۹۹۸ کشف شد.
قدر مطلق سیارک برابر ۲۰.۴ است.